# Dinametru
Dinametrul este un aparat optic simplu pentru determinarea gradului de mărire (grosismentului) lunetelor. A nu 
se confunda cu dinamometru folosit în alt domeniu.
Cu dinametrul se măsoară mărimea și poziția cercului ocular (imaginea pupilei de intrare a obiectivului) a unui aparat optic.

## Construcția aparatului

Schema dinametrului

Aparatul se compune din: tubul T1 cu talpă de sprijin, tubul T2 care are un reticul R gradat (1 cm divizat în 0,1 mm) și o lupă (ocular tip Ramsden) pentru vizualizarea reticulului. Prin construcție tuburile pot să alunece unul într-altul.

## Metoda de măsurare cu dinametrul

Determinarea grosismentului lunetei.

Înainte de măsurare, luneta se reglează pe infinit și se pune in fața obiectivului lunetei o diafragmă circulară W cu un diametru D cunoscut. Prin deplasarea ocularului în tubul T2 se potrivește ocularul astfel încât ochiul să vadă clar diviziunile reticulului.
După reglajul de claritate, talpa dinametrului se pune pe ocularul lunetei măsurate. Prin deplasarea tubului T2 în tubul T1 se reglează dinametrul, astfel încât să se formeze clar cercul ocular pe reticul. Cercul ocular format pe reticul este de fapt imaginea diafragmei dată de ocularul lunetei.
Se măsoară astfel diametrul d al cercului ocular. Cunoscând diametrul d al cercului ocular și diametrul D al pupilei de intrare (diametrul diafragmei W) grosismentul unei lunete (indiferent de tip) se poate determina cu formula de mai jos:
{\displaystyle G={\frac {D}{d}}}
unde G este grosismentul lunetei, D este diametrul diafragmei și d este diametrul cercului ocular.
În cazul în care se cunoaște distanța focală f a unuia dintre elementele optice ale lunetei, se poate calcula distanța focală a elementului necunoscut cu relațiile:
{\displaystyle f_{obiectiv}=G\times f_{ocular}\,}
respectiv
{\displaystyle f_{ocular}={\frac {f_{obiectiv}}{G}}}